# Длинношёрстный колли
Ко́лли длинношёрстный (англ. rough сollie) — порода пастушьих собак, выведенная в Великобритании. Близкий родственник колли короткошёрстного.

## История породы
Множество споров вызывает то, откуда произошло название «колли». В различные периоды времени слово «колли» имело различные написания, многие из которых дают возможность для различных толкований происхождения этого слова. Одно из них гласит, что оно происходит от английского «coaly», что значит «угольно-чёрный». Другое — что это слово первоначально употреблялось для обозначения породы чёрных овец colleys, а затем оно распространилось и на собак, пасших этих овец. Так или иначе, но к концу XVII века название породы уже утвердилось именно как колли. В этом же написании встречается первое упоминание о колли в научной литературе, в естественно-научных трудах Томаса Вервика в 1790 г. Там же помещён рисунок с изображением овчарки с надписью «collie».
Введённый в СССР в 1950-е годы стандарт колли отличался от современного стандарта РФ: высота в холке кобелей составляла 65—69 см, сук — 60—64 см. Колли утеряли приземистость, стали более высоконогими. Сейчас в России действует стандарт FCI, который разработан в Англии, и рост собак снижается за счёт использования иностранных производителей. В то же время, так как некоторые страны не входят в FCI, то их стандарты могут отличаться от принятого этой организацией. Например, по стандарту США высота в холке кобелей колли должна составлять 61—66 см, а сук 56—61 см, в отличие от стандарта FCI — 56—61 см и 51—56 см соответственно.
Известные представители: Дик — собака-миноискатель, Пэл — первый исполнитель роли Лесси, родоначальник династии собак-исполнителей этой роли.

## Внешний вид
Глаза косо посаженные миндалевидной формы. Уши небольшие, расположены не слишком близко друг к другу. Когда собака спокойна, уши обычно заложены назад, но когда собака насторожена, уши подняты вперёд в полустоячее положение. Приблизительно 2/3 уха должны быть подняты, а верхняя треть свободно наклонена вперёд в положение ниже горизонтального. Уши колли очень чувствительны и теряют правильный постав, если собаку постоянно гладят по ним — колли «развешивает» уши.
Хвост длинный: костное основание хвоста, по крайней мере, достигает скакательного сустава, кончик слегка загнут кверху. Когда собака возбуждена, хвост может быть приподнят, но никогда не выше линии спины.

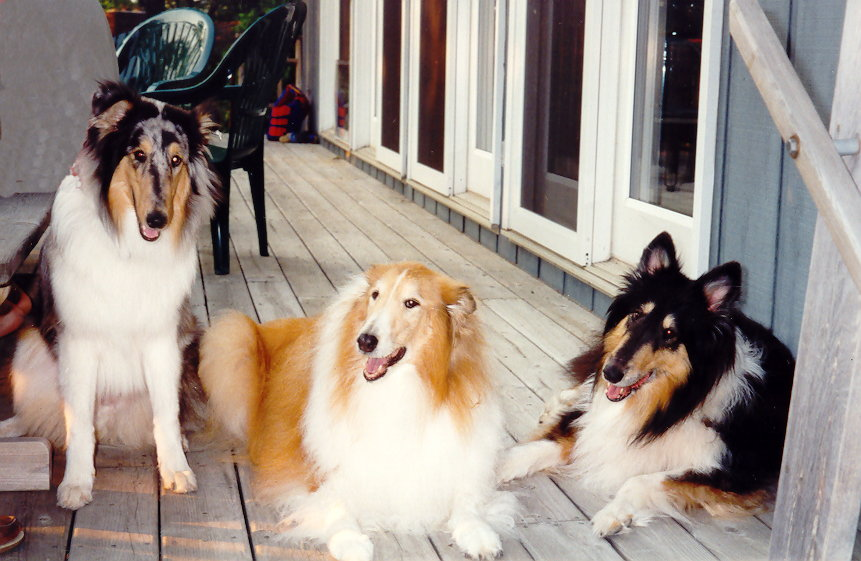
Колли разных окрасов. Слева направо: блю-мерль, соболиный, трёхцветный

Окрас соболиный, трёхцветный и блю-мерль.
- Соболиный: любые оттенки от светло-золотого до тёмного, или тёмно-соболиного. Светло-соломенный или кремовый окрасы крайне нежелательны.
- Трёхцветный: преимущественно чёрный с рыжевато-коричневыми отметинами на ногах и голове. Ржавый оттенок остевых волос крайне нежелателен.
- Блю-мерль: преимущественно чистый серебристо-голубой цвет с чёрными пятнами и прожилками. Желательны тёмные рыжие отметины на ногах и голове, но их отсутствие не должно рассматриваться как недостаток. Большие чёрные пятна, грязно-серый оттенок или ржавый оттенок ости или подшёрстка крайне нежелательны.

При всех окрасах должны присутствовать типичные для колли белые отметины, выраженные в большей или меньшей степени. Предпочтительны следующие белые отметины: ошейник, полный или частичный, ноги и лапы, белый конец хвоста. Возможна белая отметина на морде и/или черепной коробке.

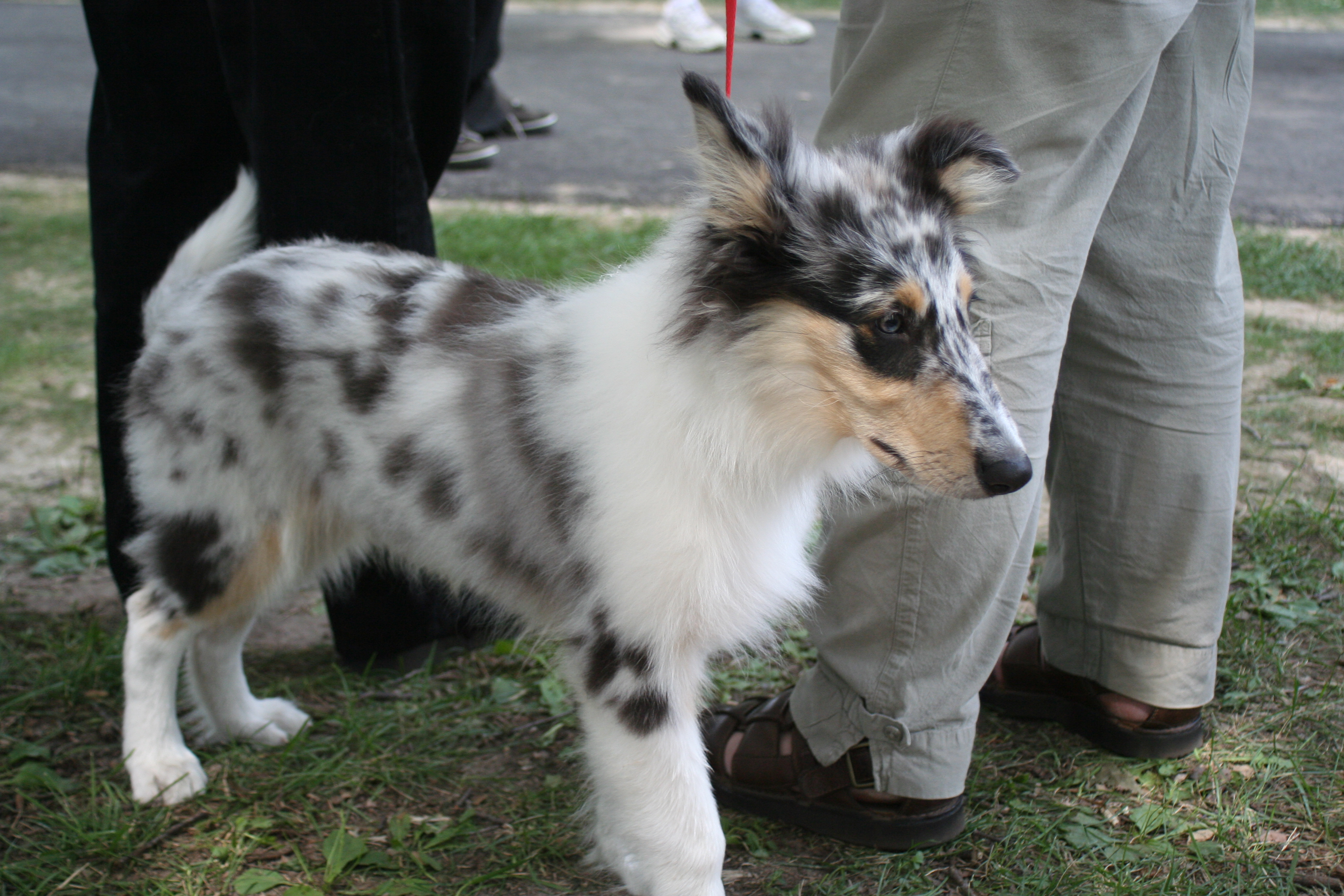
Щенок окраса блю-мерль

## Темперамент и поведение

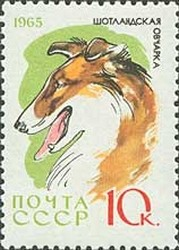
Почтовая марка

Собаки породы колли выводились для пастушьей службы, помощи пастуху в сборе разбредшихся и розыске заблудших овец. Строение челюстей таково, что колли не кусает овцу, а «прикусывает» её, помогая выбраться из ям, канав. В отношении людей миролюбива, при проведении общего курса дрессировки послушна, при прохождении курса защитно-караульной службы (ЗКС) может выполнять задачи сторожа, охранника. Собака не цепная, нужен простор для физической активности (для сохранения здоровья проходить или пробегать до 5—6 км в день). Преданна (в раннем возрасте выбирает вожака стаи, ему беспрекословно подчиняется), горда, очень «разговорчива» (издает очень много звуков), психически устойчива. Хорошо ладит с детьми, особенно суки. «Специальности»: пастушья, охранная, караульная, минно-розыскная, диверсионная, «собака-нянька».

## Содержание и уход
Колли хорошо переносят непогоду и морозы, разумеется, при условии, что имеют сухую, тёплую, свободную от сквозняков и соразмерно крупную будку. Чтобы избавить собаку от пыли и грязи, колли чистят щёткой, против шерсти. Лучше всего использовать твёрдую силоновую щётку со щетиной (но не с шипами). Для вычёсывания отмершей шерсти применяется металлический гребень.